# Lee Remick
Lee Ann Remick  (Quincy, Massachusetts, 14 de desembre de 1935 - Los Angeles, Califòrnia, 2 de juliol de 1991) fou un actriu estatunidenca.

## Filmografia
- Un rostre en la multitud (A Face in the Crowd) (1957)
- El llarg i càlid estiu (The Long, Hot Summer) (1958)
- These Thousand Hills (1959)
- Anatomia d'un assassinat (Anatomy of a Murder) (1959)
- Riu Salvatge (Wild River) (1960)
- The Story of Temple Drake (1960)
- The Tempest (1960)
- Xantatge a una dona (Experiment in Terror) (1962)
- Dies de vi i roses (Days of Wine and Roses) (1962)
- El fugitiu (The Running Man) (1963)
- The Wheeler Dealers (1963)
- Baby the Rain Must Fall (1965)
- La batalla dels turons del whisky (The Hallelujah Trail) (1965)
- No Way to Treat a Lady (1968)
- The Detective (1968)
- Hard Contract (1969)
- Loot (1970)
- Casta invencible (Sometimes a Great Notion) (1970)
- A Severed Head (1970)
- A Delicate Balance (1973)
- Touch Me Not (1974)
- Hennessy (1975)
- La profecia (The Omen) (1976)
- Telèfon (Telefon) (1977)
- The Medusa Touch (1978)
- The Europeans (1979)
- The Competition (1980)
- Tribute (1980)
- Emma's War (1986)

## Premis i nominacions

### Premis
- 1963: Conquilla de Plata a la millor actriu per Dies de vi i roses
- 1974: Globus d'Or a la millor actriu dramàtica de televisió per The Blue Knight
- 1976: Globus d'Or a la millor actriu dramàtica de televisió per Jennie: Lady Randolph Churchill

### Nominacions
- 1960: Globus d'Or a la millor actriu dramàtica per Anatomy of a Murder
- 1963: Oscar a la millor actriu per Dies de vi i roses
- 1963: Globus d'Or a la millor actriu dramàtica per Dies de vi i roses
- 1964: BAFTA a la millor actriu estrangera per Dies de vi i roses
- 1974: Primetime Emmy a la millor actriu en minisèrie per The Blue Knight
- 1975: Primetime Emmy a la millor actriu secundària en especial còmic o dramàtic per QB VII
- 1976: Primetime Emmy a la millor actriu en minisèrie per Jennie: Lady Randolph Churchill
- 1978: Primetime Emmy a la millor actriu en minisèrie per Wheels
- 1979: Globus d'Or a la millor actriu dramàtica de televisió per Wheels
- 1980: Primetime Emmy a la millor actriu en minisèrie o especial per Haywire
- 1983: Globus d'Or a la millor actriu en minisèrie o telefilm per The Letter
- 1987: Primetime Emmy a la millor actriu en minisèrie o especial per Nutcracker: Money, Madness & Murder